# Vla
Vla er et traditionelt nederlandsk mejeriprodukt. Konsistensen minder om yoghurt, men vla er sødere og indeholder stivelse, ligesom budding.
| Mad og drikke | Spire Denne artikel om mad og drikke er en spire som bør udbygges. Du er velkommen til at hjælpe Wikipedia ved at udvide den. |